# 3921 Klementʹev
A 3921 Klementʹev (ideiglenes jelöléssel 1971 OH) a Naprendszer kisbolygóövében található aszteroida. Bella Burnaseva fedezte fel 1971. július 19-én.